# Wjaczesław Senczenko
Wjaczesław Senczenko (ukr. В'ячеслав Сенченко, ur. 4 grudnia 1977 w Krzemieńczuku) – ukraiński bokser, były zawodowy mistrz świata organizacji WBA w kategorii półśredniej (do 147 funtów).
Jako amator w 2000 roku wystąpił na igrzyskach olimpijskich w Sydney, gdzie przegrał już w pierwszej walce.
Na zawodowstwo przeszedł w czerwcu 2002 roku. Do końca 2008 roku stoczył dwadzieścia osiem zwycięskich walk. 10 kwietnia 2009 roku pokonał jednogłośnie na punkty Jurija Nużnenkę i zdobył tytuł mistrza świata federacji WBA w kategorii półśredniej. 3 października tego samego roku, w pierwszej obronie swojego tytułu, pokonał na punkty Japończyka Motoki Sasaki.